# Vincent Louault
 (mai 2025).
Si vous disposez d'ouvrages ou d'articles de référence ou si vous connaissez des sites web de qualité traitant du thème abordé ici, merci de compléter l'article en donnant les références utiles à sa vérifiabilité et en les liant à la section « Notes et références ».
Vincent Louault, né le 24 mai 1972, est un homme politique. Il est élu sénateur d'Indre-et-Loire le 24 septembre 2023.

## Biographie
Vincent Louault est élu sénateur le 24 septembre 2023.